# رودني وليامز
رودني وليامز (بالإنجليزية: Rodney Williams)‏ هو طبيب وسياسي بريطاني، ولد في 2 نوفمبر 1947 في أنتيغوا وباربودا. حزبياً، نشط في حزب العمل الأنتيغي.